# Рострум
Ро́струм (з лат. rostrum — «дзьоб», «корабельний ніс») — передочноямковий відділ черепа з щелепами у хребетних, іноді рострумом називають тільки подовжений передніздряний відділ. Рострум — також вапняний ріжок раковин молюсків і різні утворення в будові ряду органів (рострум базісфеноїда, рострум мозолистого тіла і ін).